# Tryphème (musicienne)
Tryphème est le nom de scène de l'artiste de musique électronique française Tiphaine Belin, née le 7 mai 1993. 

## Biographie
Musicienne autodidacte née le 7 mai 1993, Tiphaine Belin est originaire de Lyon et s'installe ensuite en région parisienne puis en Bretagne,. Elle publie son premier album Online Dating en 2017 sur le label de Sheffield Central Processing Unit (en),,. Son deuxième album Thanks God For Air Emotions est publié en 2019 sous licence Creative Commons BY-NC-ND par le label Da ! Heard It Records. 2024 voit la publication d'un troisième album Odd Balade par le label Impatience, suivi par Slowride en 2025 sur le même label.

## Discographie
Sauf indication contraire ou complémentaire, les informations mentionnées dans cette section peuvent être confirmées par la base de données MusicBrainz.